# HAT-P-13b
HAT-P-13b هو كوكب خارج المجموعة الشمسية مؤكد يقع على بعد 700 سنة ضوئية تقريباً في كوكبة الدب الأكبر. اكتشف الكوكب في 21 يوليو 2009 باستخدام طريقة العبور حول النجم HAT-P-13 واكتشف كوكب أخر في نفس النظام باستخدام طريقة السرعة الشعاعية يسمى HAT-P-13c .